# Italia ai XVII Giochi paralimpici estivi
L'Italia ha partecipato ai XVII Giochi paralimpici estivi, svoltisi a Parigi, in Francia, dal 28 agosto all'8 settembre 2024, con una delegazione di 141 atleti, di cui 71 donne e 70 uomini, che hanno gareggiato in 17 discipline differenti.
Le atlete della nazionale italiana di pallavolo paralimpica sono state le uniche componenti della delegazione a partecipare a uno sport a squadre, gareggiando nel torneo femminile.
I portabandiera italiani alla cerimonia d'apertura sono stati Luca Mazzone e Ambra Sabatini, mentre alla cerimonia di chiusura sono stati Domiziana Mecenate e Ndiaga Dieng. Gli atleti vincitori di medaglie, insieme ai quarti classificati, sono poi stati ricevuti al Quirinale dal Presidente della Repubblica, Sergio Mattarella, il 23 settembre 2024.
In quest'edizione, la delegazione italiana ha concluso al sesto posto nel medagliere, avendo collezionato in tutto 71 medaglie, di cui 24 d'oro, 15 d'argento e 32 di bronzo, in dodici discipline differenti. In questo modo, ha superato due precedenti record nazionali, stabiliti durante le Paralimpiadi del 2021, sia per il numero complessivo di podi (69), sia per le vittorie totali (14); in entrambi i casi, si è trattato del secondo miglior risultato di sempre per l'Italia, considerando anche la partecipazione ai I Giochi paralimpici estivi nel 1960. Inoltre, la squadra italiana di nuoto ha vinto 16 medaglie d'oro nelle diverse gare, battendo così il precedente primato nazionale (11 medaglie), risalente sempre ai Giochi Paralimpici di Tokyo. Infine, Antonino Bossolo e Donato Telesca sono diventati i primi atleti italiani a vincere una medaglia, rispettivamente, nel taekwondo e nel powerlifting.

## Medaglie
| Riepilogo quotidiano | Riepilogo quotidiano | Riepilogo quotidiano | Riepilogo quotidiano | Riepilogo quotidiano | Riepilogo quotidiano |
| -------------------- | -------------------- | -------------------- | -------------------- | -------------------- | -------------------- |
| Giorno               | Data                 |                      |                      |                      | Totale               |
| 1º                   | 29 agosto            | 2                    | 2                    | 5                    | 9                    |
| 2º                   | 30 agosto            | 1                    | 0                    | 3                    | 4                    |
| 3º                   | 31 agosto            | 0                    | 2                    | 0                    | 2                    |
| 4º                   | 1º settembre         | 2                    | 0                    | 1                    | 3                    |
| 5º                   | 2 settembre          | 3                    | 3                    | 4                    | 10                   |
| 6º                   | 3 settembre          | 2                    | 1                    | 4                    | 7                    |
| 7º                   | 4 settembre          | 3                    | 2                    | 6                    | 11                   |
| 8º                   | 5 settembre          | 3                    | 1                    | 4                    | 8                    |
| 9º                   | 6 settembre          | 4                    | 2                    | 3                    | 9                    |
| 10º                  | 7 settembre          | 4                    | 2                    | 2                    | 8                    |
| 11º                  | 8 settembre          | 0                    | 0                    | 0                    | 0                    |
| Totale               | Totale               | 24                   | 15                   | 32                   | 71                   |

### Medagliere per disciplina
| Sport                 | Oro | Argento | Bronzo | Totale |
| --------------------- | --- | ------- | ------ | ------ |
| Nuoto                 | 16  | 6       | 15     | 37     |
| Atletica leggera      | 4   | 3       | 1      | 8      |
| Tennistavolo          | 2   | 0       | 2      | 4      |
| Ciclismo              | 1   | 2       | 5      | 8      |
| Tiro con l'arco       | 1   | 0       | 2      | 3      |
| Paratriathlon         | 0   | 2       | 0      | 2      |
| Scherma in carrozzina | 0   | 1       | 3      | 4      |
| Equitazione           | 0   | 1       | 1      | 2      |
| Pesistica paralimpica | 0   | 0       | 1      | 1      |
| Taekwondo             | 0   | 0       | 1      | 1      |
| Tiro a segno          | 0   | 0       | 1      | 1      |
| Totale                | 24  | 15      | 32     | 71     |

### Medaglie d'oro
| Medaglia | Nome                                                                 | Sport            | Evento                            |
| -------- | -------------------------------------------------------------------- | ---------------- | --------------------------------- |
| Oro      | Carlotta Gilli                                                       | Nuoto            | 100 m farfalla femminili S13      |
| Oro      | Francesco Bocciardo                                                  | Nuoto            | 200 m stile libero maschili S5    |
| Oro      | Stefano Raimondi                                                     | Nuoto            | 100 m rana maschili SB9           |
| Oro      | Stefano Raimondi                                                     | Nuoto            | 100 m stile libero maschili S10   |
| Oro      | Rigivan Ganeshamoorthy                                               | Atletica leggera | Lancio del disco F52              |
| Oro      | Federico Bicelli                                                     | Nuoto            | 400 m stile libero maschili S7    |
| Oro      | Simone Barlaam                                                       | Nuoto            | 50 m stile libero maschili S9     |
| Oro      | Giulia Ghiretti                                                      | Nuoto            | 100 m rana femminili SB4          |
| Oro      | Carlotta Gilli                                                       | Nuoto            | 200 m misti femminili SM13        |
| Oro      | Stefano Raimondi                                                     | Nuoto            | 100 m farfalla maschili S10       |
| Oro      | Fabrizio Cornegliani                                                 | Ciclismo         | Crono H1 maschile                 |
| Oro      | Alberto Amodeo                                                       | Nuoto            | 400 m stile libero maschili S8    |
| Oro      | Monica Boggioni                                                      | Nuoto            | 50 m rana femminili SB3           |
| Oro      | Oney Tapia                                                           | Atletica leggera | Lancio del disco F11              |
| Oro      | Antonio Fantin                                                       | Nuoto            | 100 m stile libero maschili S6    |
| Oro      | Stefano Travisani Elisabetta Mijno                                   | Tiro con l'arco  | Arco ricurvo a squadre misto Open |
| Oro      | Assunta Legnante                                                     | Atletica leggera | Getto del peso femminile F12      |
| Oro      | Matteo Parenzan                                                      | Tennistavolo     | Individuale classe S6             |
| Oro      | Giada Rossi                                                          | Tennistavolo     | Individuale classe 1-2            |
| Oro      | Simone Barlaam                                                       | Nuoto            | 100 m farfalla maschili S9        |
| Oro      | Stefano Raimondi                                                     | Nuoto            | 200 m misti maschili SM10         |
| Oro      | Alberto Amodeo                                                       | Nuoto            | 100 m farfalla maschili S8        |
| Oro      | Stefano Raimondi Giulia Terzi Xenia Francesca Palazzo Simone Barlaam | Nuoto            | 4x100 m stile libero 34 punti     |
| Oro      | Martina Caironi                                                      | Atletica leggera | 100 m piani femminili T63         |

### Medaglie d'argento
| Medaglia | Nome                                         | Sport                 | Evento                                   |
| -------- | -------------------------------------------- | --------------------- | ---------------------------------------- |
| Argento  | Simone Barlaam                               | Nuoto                 | 400 m stile libero maschili S9           |
| Argento  | Efrem Morelli                                | Nuoto                 | 50 m rana maschili SB3                   |
| Argento  | Carlotta Gilli                               | Nuoto                 | 400 m stile libero femminili S13         |
| Argento  | Francesco Bettella                           | Nuoto                 | 50 m dorso maschili S1                   |
| Argento  | Veronica Yoko Plebani                        | Paratriathlon         | Gara femminile PTS2                      |
| Argento  | Francesca Tarantello (Guida: Silvia Visaggi) | Paratriathlon         | Gara femminile PTVI                      |
| Argento  | Maxcel Amo Manu                              | Atletica leggera      | 100 metri piani maschili T64             |
| Argento  | Assunta Legnante                             | Atletica leggera      | Lancio del disco F11                     |
| Argento  | Luca Mazzone                                 | Ciclismo              | Crono H2 maschile                        |
| Argento  | Matteo Betti                                 | Scherma in carrozzina | Fioretto categoria A                     |
| Argento  | Martina Caironi                              | Atletica leggera      | Salto in lungo T63                       |
| Argento  | Antonio Fantin                               | Nuoto                 | 400 m stile libero maschili S6           |
| Argento  | Stefano Raimondi                             | Nuoto                 | 100 m dorso maschili S10                 |
| Argento  | Sara Morganti                                | Equitazione           | Freestyle - I grado                      |
| Argento  | Federico Mestroni Luca Mazzone Mirko Testa   | Ciclismo              | Staffetta a squadre mista su strada H1-5 |

### Medaglie di bronzo
| Medaglia | Nome                                                          | Sport                 | Evento                                  |
| -------- | ------------------------------------------------------------- | --------------------- | --------------------------------------- |
| Bronzo   | Lorenzo Bernard (Pilota: Davide Plebani)                      | Ciclismo              | Inseguimento individuale B              |
| Bronzo   | Vittoria Bianco                                               | Nuoto                 | 400 m stile libero femminili S9         |
| Bronzo   | Francesco Bettella                                            | Nuoto                 | 100 m dorso maschili S1                 |
| Bronzo   | Angela Procida                                                | Nuoto                 | 100 m dorso femminili S2                |
| Bronzo   | Monica Boggioni                                               | Nuoto                 | 100 m stile libero femminili S5         |
| Bronzo   | Monica Boggioni                                               | Nuoto                 | 200 m stile libero femminili S5         |
| Bronzo   | Carlotta Gilli                                                | Nuoto                 | 100 m dorso femminili S13               |
| Bronzo   | Antonino Bossolo                                              | Taekwondo             | 63 kg maschili                          |
| Bronzo   | Alessia Scortechini                                           | Nuoto                 | 100 m stile libero femminili S10        |
| Bronzo   | Paolo Tonon Daila Dameno                                      | Tiro con l'arco       | Arco composto W1 a squadre miste        |
| Bronzo   | Giulia Terzi                                                  | Nuoto                 | 400 m stile libero femminili S7         |
| Bronzo   | Carlotta Gilli                                                | Nuoto                 | 50 m stile libero femminili S13         |
| Bronzo   | Manuel Bortuzzo                                               | Nuoto                 | 100 m rana maschili SB4                 |
| Bronzo   | Sara Morganti                                                 | Equitazione           | Test individuale - I grado              |
| Bronzo   | Federico Bicelli                                              | Nuoto                 | 100 m dorso maschili S7                 |
| Bronzo   | Elisabetta Mijno                                              | Tiro con l'arco       | Arco ricurvo Open individuale femminile |
| Bronzo   | Edoardo Giordan                                               | Scherma in carrozzina | Sciabola categoria A                    |
| Bronzo   | Davide Franceschetti                                          | Tiro                  | Pistola 50m SH1                         |
| Bronzo   | Martino Pini                                                  | Ciclismo              | Crono H3 maschile                       |
| Bronzo   | Xenia Francesca Palazzo                                       | Nuoto                 | 400 m stile libero femminili S8         |
| Bronzo   | Beatrice Vio                                                  | Scherma in carrozzina | Fioretto categoria B                    |
| Bronzo   | Giulia Terzi                                                  | Nuoto                 | 100 m stile libero femminili S7         |
| Bronzo   | Federico Falco                                                | Tennistavolo          | Individuale classe 1 - Gruppo C         |
| Bronzo   | Luca Mazzone                                                  | Ciclismo              | Corsa in linea H1 H2 maschile           |
| Bronzo   | Ana Maria Vitelaru                                            | Ciclismo              | Corsa in linea H4 femminile             |
| Bronzo   | Mirko Testa                                                   | Ciclismo              | Corsa in linea H3 maschile              |
| Bronzo   | Andreea Mogoș Loredana Trigilia Beatrice Vio Rossana Pasquino | Scherma in carrozzina | Fioretto a squadre femminile            |
| Bronzo   | Carlotta Ragazzini                                            | Tennistavolo          | Individuale classe 3                    |
| Bronzo   | Donato Telesca                                                | Pesistica paralimpica | -80 kg                                  |
| Bronzo   | Alberto Amodeo                                                | Nuoto                 | 100 m stile libero maschili S8          |
| Bronzo   | Giulia Terzi                                                  | Nuoto                 | 50 m farfalla femminili S7              |
| Bronzo   | Monica Graziana Contrafatto                                   | Atletica leggera      | 100 m piani femminili T63               |

### Statistiche
Medaglie per genere
| Genere | Oro | Argento | Bronzo | Totale |
| ------ | --- | ------- | ------ | ------ |
| Uomini | 15  | 9       | 13     | 37     |
| Donne  | 7   | 6       | 18     | 31     |
| Misto  | 2   | 0       | 1      | 3      |

#### Plurimedagliati
| Nome                    | Sport                 | Oro | Argento | Bronzo | Totale |
| ----------------------- | --------------------- | --- | ------- | ------ | ------ |
| Stefano Raimondi        | Nuoto                 | 5   | 1       | 0      | 6      |
| Simone Barlaam          | Nuoto                 | 3   | 1       | 0      | 4      |
| Carlotta Gilli          | Nuoto                 | 2   | 1       | 2      | 5      |
| Alberto Amodeo          | Nuoto                 | 2   | 0       | 1      | 3      |
| Martina Caironi         | Atletica leggera      | 1   | 1       | 0      | 2      |
| Antonio Fantin          | Nuoto                 | 1   | 1       | 0      | 2      |
| Assunta Legnante        | Atletica leggera      | 1   | 1       | 0      | 2      |
| Giulia Terzi            | Nuoto                 | 1   | 0       | 3      | 4      |
| Monica Boggioni         | Nuoto                 | 1   | 0       | 2      | 3      |
| Federico Bicelli        | Nuoto                 | 1   | 0       | 1      | 2      |
| Elisabetta Mijno        | Tiro con l'arco       | 1   | 0       | 1      | 2      |
| Xenia Francesca Palazzo | Nuoto                 | 1   | 0       | 1      | 2      |
| Luca Mazzone            | Ciclismo              | 0   | 2       | 1      | 3      |
| Francesco Bettella      | Nuoto                 | 0   | 1       | 1      | 2      |
| Sara Morganti           | Equitazione           | 0   | 1       | 1      | 2      |
| Mirko Testa             | Ciclismo              | 0   | 1       | 1      | 2      |
| Bebe Vio                | Scherma in carrozzina | 0   | 0       | 2      | 2      |

## Atletica leggera
| Q | Qualificato al turno successivo per la posizione in qualificazione                                                           |
| q | Qualificato per il turno successivo per ripescaggio o, negli eventi su campo, conquistando la misura minima per qualificarsi |

### Maschile

#### Eventi su pista e strada
| Atleta            | Evento     | Batteria  | Batteria  | Finale          | Finale          |
| Atleta            | Evento     | Risultato | Posizione | Risultato       | Posizione       |
| ----------------- | ---------- | --------- | --------- | --------------- | --------------- |
| Riccardo Bagaini  | 400 m T47  | 49"97     | 5º        | Non qualificato | Non qualificato |
| Fabio Bottazzini  | 100 m T64  | 11"76     | 8º        | Non qualificato | Non qualificato |
| Fabio Bottazzini  | 200 m T64  | 23"97     | 6º        | Non qualificato | Non qualificato |
| Marco Cicchetti   | 100 m T44  | N.D.      | N.D.      | 12"03           | 8º              |
| Ndiaga Dieng      | 1500 m T20 | N.D.      | N.D.      | 3'50"24         | 4º              |
| Maxcel Amo Manu   | 100 m T64  | 10"69     | 1º Q      | 10"76           | Argento         |
| Maxcel Amo Manu   | 200 m T64  | dq        | dq        | non qualificato | non qualificato |
| Alessandro Ossola | 100 m T63  | 12"46     | 5º        | Non qualificato | Non qualificato |

#### Eventi su campo
| Atleta                 | Evento               | Finale  | Finale    |
| Atleta                 | Evento               | Misura  | Posizione |
| ---------------------- | -------------------- | ------- | --------- |
| Marco Cicchetti        | Salto in lungo T64   | 6,63 m  | 8º        |
| Rigivan Ganeshamoorthy | Lancio del disco F52 | 27,06 m | Oro       |
| Oney Tapia             | Getto del peso F11   | 12,12 m | 7º        |
| Oney Tapia             | Lancio del disco F11 | 41,92 m | Oro       |

### Femminile

#### Eventi su pista e strada
| Atleta                      | Evento    | Batteria  | Batteria  | Finale          | Finale          |
| Atleta                      | Evento    | Risultato | Posizione | Risultato       | Posizione       |
| --------------------------- | --------- | --------- | --------- | --------------- | --------------- |
| Martina Caironi             | 100 m T63 | 14"31     | 1ª Q      | 14"16           | Oro             |
| Monica Graziana Contrafatto | 100 m T63 | 14"33     | 1ª Q      | 14"60           | Bronzo          |
| Arjola Dedaj                | 100 m T11 | 13"13     | 3ª        | non qualificata | non qualificata |
| Giuliana Chiara Filippi     | 100 m T64 | 13"73     | 7ª        | non qualificata | non qualificata |
| Valentina Petrillo          | 200 m T12 | 25"92     | 3ª        | non qualificata | non qualificata |
| Valentina Petrillo          | 400 m T12 | 57"58     | 3ª        | non qualificata | non qualificata |
| Ambra Sabatini              | 100 m T63 | 14"33     | 2ª Q      | dnf             | dnf             |

#### Eventi su campo
| Atleta                  | Evento               | Finale  | Finale    |
| Atleta                  | Evento               | Misura  | Posizione |
| ----------------------- | -------------------- | ------- | --------- |
| Martina Caironi         | Salto in lungo T63   | 5,06 m  | Argento   |
| Arjola Dedaj            | Salto in lungo F64   | 4,75 m  | 4ª        |
| Giuliana Chiara Filippi | Salto in lungo T11   | 4,54 m  | 9ª        |
| Assunta Legnante        | Lancio del disco F11 | 38,01 m | Argento   |
| Assunta Legnante        | Getto del peso F12   | 14,54 m | Oro       |

## Badminton

### Femminile
| Atleta              | Evento                | Gironi               | Gironi               | Gironi     | Eliminatorie         | Quarti di finale     | Semifinale           | Finale / Finale per il bronzo | Finale / Finale per il bronzo |
| Atleta              | Evento                | Avversaria Risultato | Avversaria Risultato | Classifica | Avversaria Risultato | Avversaria Risultato | Avversaria Risultato | Avversaria Risultato          | Classifica                    |
| ------------------- | --------------------- | -------------------- | -------------------- | ---------- | -------------------- | -------------------- | -------------------- | ----------------------------- | ----------------------------- |
| Rosa Efomo De Marco | Singolo femminile SU5 | Murugesan P 0-2      | Monteiro P 0-2       | 3ª         | non qualificata      | non qualificata      | non qualificata      | non qualificata               | 7ª                            |

## Canoa
| FA | Qualificato in finale A                                            |
| FB | Qualificato in finale B (senza medaglie)                           |
| Q  | Qualificato al turno successivo per la posizione in qualificazione |

### Maschile
| Atleta                 | Evento         | Qualificazione | Qualificazione | Semifinale | Semifinale | Finale          | Finale          |
| Atleta                 | Evento         | Risultato      | Posizione      | Risultato  | Posizione  | Risultato       | Posizione       |
| ---------------------- | -------------- | -------------- | -------------- | ---------- | ---------- | --------------- | --------------- |
| Marius Bogdan Ciustea  | Va'a 200m VL2  | 59"49          | 5º Q           | 58"15      | 5º         | non qualificato | non qualificato |
| Esteban Gabriel Farias | Kayak 200m KL1 | 52"42          | 3º Q           | 56"99      | 3º FA      | 51"29           | 7º              |
| Kwadzo Klokpah         | Kayak 200m KL3 | 45"42          | 5º Q           | 44"02      | 8º         | non qualificato | non qualificato |
| Mirko Nicoli           | Va'a 200m VL3  | 51"37          | 4º Q           | 52"17      | 5º         | non qualificato | non qualificato |
| Christian Volpi        | Kayak 200m KL2 | 45"42          | 3º Q           | 44"31      | 3º FA      | 43"21           | 7º              |

### Femminile
| Atleta                 | Evento         | Qualificazione | Qualificazione | Semifinale | Semifinale | Finale    | Finale    |
| Atleta                 | Evento         | Risultato      | Posizione      | Risultato  | Posizione  | Risultato | Posizione |
| ---------------------- | -------------- | -------------- | -------------- | ---------- | ---------- | --------- | --------- |
| Veronica Silvia Biglia | Va'a 200 m VL2 | 1'07"82        | 4ª Q           | 1'06"62    | 3ª FA      | 1'04"94   | 6ª        |
| Eleonora De Paolis     | Kayak 200m KL1 | 1'00"94        | 3ª Q           | 1'04"03    | 3ª FA      | 1'01"56   | 8ª        |
| Amanda Embriaco        | Kayak 200m KL3 | 51"97          | 4ª Q           | 49"94      | 3ª FA      | 50"49     | 7ª        |

## Canottaggio
| FA | Qualificato in finale A                                            |
| FB | Qualificato in finale B (senza medaglie)                           |
| Q  | Qualificato al turno successivo per la posizione in qualificazione |

| Atleti                                                                                 | Evento                | Qualificazione | Qualificazione | Ripescaggio | Ripescaggio | Finale    | Finale           |
| Atleti                                                                                 | Evento                | Risultato      | Posizione      | Risultato   | Posizione   | Risultato | Pos. Complessiva |
| -------------------------------------------------------------------------------------- | --------------------- | -------------- | -------------- | ----------- | ----------- | --------- | ---------------- |
| Giacomo Perini                                                                         | PR1 singolo maschile  | 9'08"50        | 2º             | 9'24"49     | 2º FA       | dq        | dq               |
| Marco Frank Carolina Foresti Tommaso Schettino Greta Muti Enrico D'Aniello (timoniere) | PR3 quattro con misto | 7'07"90        | 3º             | 6'57"28     | 2º FA       | 7'15"63   | 6º               |

## Ciclismo

### Ciclismo su pista

#### Maschile
| Atleta                                   | Evento                     | Qualificazione | Qualificazione | Finale          | Finale          |
| Atleta                                   | Evento                     | Tempo          | Posizione      | Tempo           | Posizione       |
| ---------------------------------------- | -------------------------- | -------------- | -------------- | --------------- | --------------- |
| Lorenzo Bernard (Pilota: Davide Plebani) | Inseguimento individuale B | 4'02"558       | 3º QB          | 4'04"613        | Bronzo          |
| Lorenzo Bernard (Pilota: Davide Plebani) | Crono 1000 m B             | 1'03"744       | 7º             | Non qualificato | Non qualificato |

#### Femminile
| Atleta         | Evento                      | Qualificazione | Qualificazione | Finale          | Finale          |
| Atleta         | Evento                      | Tempo          | Posizione      | Tempo           | Posizione       |
| -------------- | --------------------------- | -------------- | -------------- | --------------- | --------------- |
| Claudia Cretti | Crono 500 m C4-5            | 38"929         | 9ª             | Non qualificata | Non qualificata |
| Claudia Cretti | Inseguimento individuale C5 | 3'38"869       | 4ª QB          | 3'43"774        | 4ª              |

### Ciclismo su strada
Maschile
| Atleti                                     | Eventi                                   | Finale           | Finale           |
| Atleti                                     | Eventi                                   | Tempo            | Posizione        |
| ------------------------------------------ | ---------------------------------------- | ---------------- | ---------------- |
| Federico Andreoli (Pilota: Paolo Totò)     | Crono individuale B                      | 35'36"79         | 6º               |
| Federico Andreoli (Pilota: Paolo Totò)     | Corsa in linea B                         | 3h03'49"         | 6º               |
| Lorenzo Bernard (Pilota: Davide Plebani)   | Crono individuale B                      | 36'58"15         | 9º               |
| Lorenzo Bernard (Pilota: Davide Plebani)   | Corsa in linea B                         | 2h59'38"         | 5º               |
| Fabrizio Cornegliani                       | Crono individuale H1                     | 34'50"45         | Oro              |
| Fabrizio Cornegliani                       | Corsa in linea H1-2                      | non classificato | non classificato |
| Giorgio Farroni                            | Crono individuale T1-2                   | 24'03"51         | 4º               |
| Giorgio Farroni                            | Corsa in linea T1-2                      | 1h29'49"         | 8º               |
| Luca Mazzone                               | Crono individuale H2                     | 25'18"83         | Argento          |
| Luca Mazzone                               | Corsa in linea H1-2                      | 1h27'58"         | Bronzo           |
| Federico Mestroni                          | Crono individuale H3                     | 48'33"04         | 8º               |
| Federico Mestroni                          | Corsa in linea H3                        | non classificato | non classificato |
| Martino Pini                               | Crono individuale H3                     | 46'13"69         | Bronzo           |
| Martino Pini                               | Corsa in linea H3                        | 1h39'39"         | 5º               |
| Mirko Testa                                | Crono individuale H3                     | 49'05"30         | 9º               |
| Mirko Testa                                | Corsa in linea H3                        | 1h39'38"         | Bronzo           |
| Federico Mestroni Luca Mazzone Mirko Testa | Staffetta a squadre mista su strada H1-5 | 25'16"           | Argento          |

Femminile
| Atleta               | Evento                   | Tempo    | Posizione |
| -------------------- | ------------------------ | -------- | --------- |
| Katia Aere           | Crono individuale H4-5   | 28'40"43 | 12ª       |
| Katia Aere           | Corsa in linea H5        | 1h59'01" | 5ª        |
| Claudia Cretti       | Crono individuale C5     | 23'23"93 | 8ª        |
| Claudia Cretti       | Corsa in linea C4-5      | 2h01'21" | 10ª       |
| Eleonora Mele        | Crono individuale C5     | 22'27"90 | 6ª        |
| Eleonora Mele        | Corsa in linea C4-5      | 2h00'49" | 8ª        |
| Francesca Porcellato | Crono individuale H1-2-3 | 27'13"50 | 6ª        |
| Francesca Porcellato | Corsa in linea H1-2-3-4  | 56'19"   | 4ª        |
| Giulia Ruffato       | Crono individuale H1-2-3 | 27'07"35 | 7ª        |
| Giulia Ruffato       | Corsa in linea H1-2-3-4  | 1h00'34" | 12ª       |
| Ana Maria Vitelaru   | Crono individuale H4-5   | 26'16"93 | 5ª        |
| Ana Maria Vitelaru   | Corsa in linea H5        | 1h52'27" | Bronzo    |

## Equitazione
| Atleta                                            | Cavallo                | Evento                               | Risultato | Posizione |
| ------------------------------------------------- | ---------------------- | ------------------------------------ | --------- | --------- |
| Sara Morganti                                     | Mariebelle             | Test individuale grado I             | 74,625    | Bronzo    |
| Sara Morganti                                     | Mariebelle             | Test individuale freestyle grado I   | 80,694    | Argento   |
| Francesca Salvadé                                 | Escari                 | Test individuale grado III           | 71,566    | 4ª        |
| Francesca Salvadé                                 | Escari                 | Test individuale freestyle grado III | 75,820    | 5ª        |
| Carola Semperboni                                 | Paul                   | Test individuale grado I             | 71,708    | 7ª        |
| Carola Semperboni                                 | Paul                   | Test individuale freestyle grado I   | 74,554    | 6ª        |
| Federica Sileoni                                  | Leonardo               | Test individuale grado V             | 68,205    | 10ª       |
| Sara Morganti Carola Semperboni Francesca Salvadé | Mariebelle Paul Escari | Campionato a squadre                 | 223,166   | 4ª        |

## Judo

### Maschile
| Atleta                 | Evento   | 16-esimi                           | Quarti di finale           | Ripescaggio            | Semifinale           | Ripescaggio               | Finale / Finale per il bronzo           | Posizione |
| Atleta                 | Evento   | Avversario Risultato               | Avversario Risultato       | Avversario Risultato   | Avversario Risultato | Avversario Risultato      | Risultato                               | Posizione |
| ---------------------- | -------- | ---------------------------------- | -------------------------- | ---------------------- | -------------------- | ------------------------- | --------------------------------------- | --------- |
| Dongdong Camanni       | 73 kg J1 | H. D. Pereira Arruda P (0001-0010) | N.D.                       | E. Gauto V (0010-0000) | N.D.                 | S. Mamedov P (0000-0010)  | non qualificato                         | 7º        |
| Simone Cannizzaro      | 90 kg J2 | N.D.                               | O. Nazarenko P (0000-0011) | N.D.                   | N.D.                 | D. R. Goral V (0010-0001) | M. A. de Azevedo Casanova P (0000-0001) | 5º        |
| Valerio Romano Teodori | 90 kg J1 | B. Batkhuyag V (0010-0000)         | Y. Çimciler P (0000-0010)  | N.D.                   | N.D.                 | T. Abdiev P (0000-0010)   | non qualificato                         | 7º        |

### Femminile
| Atleta         | Evento    | Quarti di finale             | Semifinale                      | Ripescaggio           | Finale / Finale per il bronzo | Posizione |
| Atleta         | Evento    | Avversario Risultato         | Avversario Risultato            | Avversario Risultato  | Risultato                     | Posizione |
| -------------- | --------- | ---------------------------- | ------------------------------- | --------------------- | ----------------------------- | --------- |
| Matilde Lauria | 70 kg J1  | T. Paschalidou P (0000-0010) | N.D.                            | M. Uslu P (0000-0010) | non qualificata               | 7ª        |
| Carolina Costa | +70 kg J2 | P. Lézé V (0010-0000)        | R. De Souza Silva P (0001-0010) | N.D.                  | Z. Raifova P (0000-0010)      | 5ª        |

## Nuoto

### Maschile
| Atleta               | Evento                 | Batteria  | Batteria  | Finale          | Finale          |
| Atleta               | Evento                 | Risultato | Posizione | Risultato       | Posizione       |
| -------------------- | ---------------------- | --------- | --------- | --------------- | --------------- |
| Alberto Amodeo       | 100 m stile libero S8  | 59"17     | 3º Q      | 58"30           | Bronzo          |
| Alberto Amodeo       | 400 m stile libero S8  | 4'33"12   | 5º Q      | 4'23"23         | Oro             |
| Alberto Amodeo       | 100 m farfalla S8      | 1'04"48   | 1º Q      | 1'02"35         | Oro             |
| Simone Barlaam       | 50 m stile libero S9   | 24"24     | 1º Q      | 23"90           | Oro             |
| Simone Barlaam       | 100 m stile libero S10 | 53"89     | 5º Q      | 52"43           | 5º              |
| Simone Barlaam       | 400 m stile libero S9  | 4'26"30   | 6º Q      | 4'14"16         | Argento         |
| Simone Barlaam       | 100 m dorso S9         | 1'04"81   | 7º Q      | 1'03"76         | 6º              |
| Simone Barlaam       | 100 m farfalla S9      | 1'00"57   | 1º Q      | 57"99           | Oro             |
| Luigi Beggiato       | 50 m stile libero S4   | 39"50     | 6º Q      | 40"03           | 6º              |
| Luigi Beggiato       | 100 m stile libero S4  | 1'24"11   | 5º Q      | 1'24"38         | 8º              |
| Luigi Beggiato       | 200 m stile libero S4  | 3'02"88   | 5º Q      | 3'00"90         | 7º              |
| Francesco Bettella   | 50 m dorso S1          | N.D.      | N.D.      | 1'13"90         | Argento         |
| Francesco Bettella   | 100 m dorso S1         | N.D.      | N.D.      | 2'33"82         | Bronzo          |
| Federico Bicelli     | 50 m stile libero S7   | 29"13     | 6º Q      | 28"53           | 5º              |
| Federico Bicelli     | 400 m stile libero S7  | 5'06"51   | 4º Q      | 4'38"70         | Oro             |
| Federico Bicelli     | 100 m dorso S7         | 1'14"37   | 3º Q      | 1'12"23         | Bronzo          |
| Francesco Bocciardo  | 50 m stile libero S5   | 34"15     | 7º Q      | 34"38           | 8º              |
| Francesco Bocciardo  | 100 m stile libero S5  | 1'12"27   | 3º Q      | 1'10"53         | 4º              |
| Francesco Bocciardo  | 200 m stile libero S5  | 2'33"12   | 1º Q      | 2'25"99         | Oro             |
| Vincenzo Boni        | 50 m stile libero S3   | 51"04     | 7º Q      | 50"95           | 7º              |
| Vincenzo Boni        | 200 m stile libero S3  | 3'51"96   | 7º Q      | 3'44"03         | 6º              |
| Vincenzo Boni        | 50 m dorso S3          | 50"76     | 5º Q      | 50"76           | 4º              |
| Manuel Bortuzzo      | 100 m rana SB4         | 1'43"32   | 3º Q      | 1'42"52         | Bronzo          |
| Simone Ciulli        | 50 m stile libero S9   | 26"55     | 12º       | non qualificato | non qualificato |
| Simone Ciulli        | 100 m dorso S9         | 1'09"54   | 14º       | non qualificato | non qualificato |
| Simone Ciulli        | 100 m farfalla S9      | 1'05"22   | 15º       | non qualificato | non qualificato |
| Federico Cristiani   | 50 m stile libero S4   | 40"44     | 7º Q      | 40"72           | 8º              |
| Federico Cristiani   | 100 m stile libero S4  | 1'25"11   | 7º Q      | 1'22"33         | 4º              |
| Federico Cristiani   | 200 m stile libero S4  | 2'59"47   | 3º Q      | 2'56"85         | 5º              |
| Federico Cristiani   | 50 m dorso S4          | 54"60     | 13º       | non qualificato | non qualificato |
| Antonio Fantin       | 100 m stile libero S6  | 1'03"67   | 1º Q      | 1'03"12         | Oro             |
| Antonio Fantin       | 400 m stile libero S6  | 5'14"34   | 2º Q      | 4'49"99         | Argento         |
| Antonio Fantin       | 100 m dorso S6         | 1'19"86   | 7º Q      | 1'19"38         | 7º              |
| Emmanuele Marigliano | 50 m stile libero S3   | 55"62     | 12º       | non qualificato | non qualificato |
| Emmanuele Marigliano | 200 m stile libero S3  | 4'07"13   | 11º       | non qualificato | non qualificato |
| Emmanuele Marigliano | 50 m rana SB2          | 1'07"04   | 4º Q      | 1'06"95         | 5º              |
| Emmanuele Marigliano | 150 m misti SM3        | 3'27"39   | 9º        | non qualificato | non qualificato |
| Riccardo Menciotti   | 100 m dorso S10        | 1'03"10   | 4º Q      | 1'01"46         | 4º              |
| Riccardo Menciotti   | 100 m farfalla S10     | 59"88     | 7º Q      | 58"99           | 5º              |
| Riccardo Menciotti   | 100 m rana SB9         | 1'10"42   | 7º Q      | 1'10"26         | 6º              |
| Riccardo Menciotti   | 200 m misti SM10       | 2'18"46   | 5º Q      | 2'14"29         | 4º              |
| Efrem Morelli        | 50 m rana SB3          | N.D.      | N.D.      | 49"41           | Argento         |
| Efrem Morelli        | 150 m misti SM4        | 2'55"11   | 8º Q      | 2'53"61         | 7º              |
| Federico Morlacchi   | 100 m rana SB8         | 1'13"00   | 10º       | non qualificato | non qualificato |
| Federico Morlacchi   | 100 m farfalla S9      | 1'01"64   | 5º Q      | 1'01"10         | 4º              |
| Stefano Raimondi     | 50 m stile libero S10  | 23"77     | 2º Q      | 23"92           | 4º              |
| Stefano Raimondi     | 100 m stile libero S10 | 53"43     | 4º Q      | 51"40           | Oro             |
| Stefano Raimondi     | 100 m dorso S10        | 1'02"34   | 2º Q      | 59"29           | Argento         |
| Stefano Raimondi     | 100 m rana SB9         | 1'08"64   | 4º Q      | 1'05"28         | Oro             |
| Stefano Raimondi     | 100 m farfalla S10     | 59"05     | 4º Q      | 55"02           | Oro             |
| Stefano Raimondi     | 200 m misti SM10       | 2'17"51   | 2º Q      | 2'10"24         | Oro             |

### Femminile
| Atleta                  | Evento                 | Batteria  | Batteria  | Finale          | Finale          |
| Atleta                  | Evento                 | Risultato | Posizione | Risultato       | Posizione       |
| ----------------------- | ---------------------- | --------- | --------- | --------------- | --------------- |
| Alessia Berra           | 50 m stile libero S13  | 28"97     | 12ª       | non qualificata | non qualificata |
| Alessia Berra           | 100 m stile libero S12 | 1'03"51   | 7ª Q      | 1'01"84         | 5ª              |
| Alessia Berra           | 100 m farfalla S13     | 1'07"18   | 9ª        | non qualificata | non qualificata |
| Alessia Berra           | 100 m rana SB12        | 1'23"58   | 6ª Q      | 1'21"29         | 4ª              |
| Vittoria Bianco         | 100 m stile libero S9  | 1'07"08   | 12ª       | non qualificata | non qualificata |
| Vittoria Bianco         | 400 m stile libero S9  | 4'52"26   | 3ª Q      | 4'47"55         | Bronzo          |
| Monica Boggioni         | 100 m stile libero S5  | 1'17"75   | 3ª Q      | 1'21"74         | Bronzo          |
| Monica Boggioni         | 200 m stile libero S5  | 2'50"56   | 2ª Q      | 2'47"96         | Bronzo          |
| Monica Boggioni         | 50 m dorso S5          | 46"52     | 9ª        | non qualificata | non qualificata |
| Monica Boggioni         | 50 m rana SB3          | 53"70     | 1ª Q      | 53"25           | Oro             |
| Monica Boggioni         | 200 m misti SM5        | 3'35"39   | 2ª Q      | 3'36"75         | 4ª              |
| Giulia Ghiretti         | 50 m farfalla S5       | 47"81     | 6ª Q      | 46"16           | 6ª              |
| Giulia Ghiretti         | 100 m rana SB4         | 1'52"79   | 3ª Q      | 1'50"21         | Oro             |
| Giulia Ghiretti         | 200 m misti SM5        | 3'47"28   | 6ª Q      | 3'42"66         | 5ª              |
| Carlotta Gilli          | 50 m stile libero S13  | 27"81     | 3ª Q      | 27"60           | Bronzo          |
| Carlotta Gilli          | 400 m stile libero S13 | 4'43"84   | 2ª Q      | 4'31"83         | Argento         |
| Carlotta Gilli          | 100 m farfalla S13     | 1'04"19   | 2ª Q      | 1'03"27         | Oro             |
| Carlotta Gilli          | 100 m dorso S13        | N.D.      | N.D.      | 1'08"08         | Bronzo          |
| Carlotta Gilli          | 200 m misti SM13       | 2'28"89   | 2ª Q      | 2'25"33         | Oro             |
| Domiziana Mecenate      | 100 m stile libero S3  | 2'13"46   | 8ª Q      | 2'12"57         | 7ª              |
| Domiziana Mecenate      | 50 m dorso S3          | 1'00"89   | 5ª Q      | 1'01"1          | 4ª              |
| Xenia Francesca Palazzo | 50 m stile libero S8   | 32"04     | 7ª Q      | 31"90           | 6ª              |
| Xenia Francesca Palazzo | 400 m stile libero S8  | 5'11"86   | 5ª Q      | 5'00"13         | Bronzo          |
| Xenia Francesca Palazzo | 100 m dorso S8         | 1'20"91   | 6ª Q      | 1'19"85         | 5ª              |
| Xenia Francesca Palazzo | 200 m misti SM8        | 2'49"65   | 5ª Q      | 2'49"29         | 5ª              |
| Angela Procida          | 50 m dorso S2          | 1'08"79   | 3ª Q      | 1'10"97         | 4ª              |
| Angela Procida          | 100 m dorso S2         | 2'26"43   | 3ª Q      | 2'24"48         | Bronzo          |
| Martina Rabbolini       | 400 m stile libero S11 | 5'50"35   | 11ª       | non qualificata | non qualificata |
| Martina Rabbolini       | 100 m dorso S11        | 1'24"71   | 10ª       | non qualificata | non qualificata |
| Martina Rabbolini       | 100 m rana SB11        | 1'32"30   | 7ª Q      | 1'33"40         | 8ª              |
| Alessia Scortechini     | 50 m stile libero S10  | 27"98     | 5ª Q      | 27"70           | 4ª              |
| Alessia Scortechini     | 100 m stile libero S10 | 1'01"85   | 4ª Q      | 1'01"02         | Bronzo          |
| Alessia Scortechini     | 100 m farfalla S10     | 1'11"64   | 12ª       | non qualificata | non qualificata |
| Arianna Talamona        | 400 m stile libero S6  | N.D.      | N.D.      | 5'49"69         | 6ª              |
| Arianna Talamona        | 100 m dorso S6         | 1'35"02   | 8ª Q      | 1'34"90         | 8ª              |
| Arianna Talamona        | 100 m rana SB5         | 1'47"49   | 8ª Q      | 1'46"48         | 4ª              |
| Giulia Terzi            | 100 m stile libero S7  | 1'11"83   | 4ª Q      | 1'10"43         | Bronzo          |
| Giulia Terzi            | 400 m stile libero S7  | 5'22"41   | 4ª Q      | 5'12"61         | Bronzo          |
| Giulia Terzi            | 50 m farfalla S7       | 36"64     | 4ª Q      | 35"40           | Bronzo          |

### Misto
| Atleta | Evento                        | Batteria  | Batteria  | Finale    | Finale    |
| Atleta | Evento                        | Risultato | Posizione | Risultato | Posizione |
| --- | ----------------------------- | --------- | --------- | --------- | --------- |
| Monica Boggioni Efrem Morelli Giulia Terzi Francesco Bocciardo Manuel Bortuzzo Federico Cristiani               | 4x50 m mista 20 punti         | 2'49"01   | 5º Q      | 2'44"47   | 6º        |
| Federico Bicelli Stefano Raimondi Alessia Scortechini Xenia Francesca Palazzo Alberto Amodeo Federico Morlacchi | 4x100 m mista 34 punti        | 4'39"35   | 7º Q      | 4'32"82   | 5º        |
| Luigi Beggiato Arianna Talamona Monica Boggioni Francesco Bocciardo                                             | 4x50 m stile libero 20 punti  | 2'39"69   | 5º Q      | 2'39"69   | 5º        |
| Stefano Raimondi Giulia Terzi Xenia Francesca Palazzo Simone Barlaam                                            | 4x100 m stile libero 34 punti | N.D.      | N.D.      | 4'01"54   | Oro       |

## Pallavolo paralimpica
| Squadra | Evento           | Fase a gironi       | Fase a gironi       | Fase a gironi       | Piazzamento          | Semifinali           | Finale               | Posizione |
| Squadra | Evento           | Avversari Risultati | Avversari Risultati | Avversari Risultati | Avversario Risultato | Avversario Risultato | Avversario Risultato | Posizione |
| --- | ---------------- | ------------------- | ------------------- | ------------------- | -------------------- | -------------------- | -------------------- | --------- |
| Italia (Allenatore: Amauri Ribeiro) (Atlete: Giulia Aringhieri; Flavia Barigelli; Raffaela Battaglia; Giulia Bellandi; Silvia Biasi; Francesca Bosio; Eva Ceccatelli; Sara Cirelli; Sara Desini; Alessandra Moggio; Roberta Pedrelli; Elisa Spediacci) | Torneo femminile | Francia V (3-0)     | Cina P (0-3)        | Stati Uniti P (0-3) | Slovenia V (3-0)     | non qualificate      | non qualificate      | 5ª        |

## Paratriathlon

### Maschile
| Atleti           | Evento | Nuoto  | Transizione 1 | Ciclismo | Transizione 2 | Corsa  | Totale   | Posizione |
| ---------------- | ------ | ------ | ------------- | -------- | ------------- | ------ | -------- | --------- |
| Giovanni Achenza | PTWC   | 12'54" | 1'07"         | 35'49"   | 0'39"         | 13'20" | 1h03'49" | 5º        |
| Giuseppe Romele  | PTWC   | 11'31" | 1'23"         | 35'21"   | 0'36"         | 13'34" | 1h02'25" | DSQ       |
| Gianluca Valori  | PTS2   | 17'37" | 2'25"         | 36'01"   | 0'26"         | 23'10" | 1h19:39" | 8º        |

### Femminile
| Atleti                                       | Evento | Nuoto  | Transizione 1 | Ciclismo | Transizione 2 | Corsa  | Totale   | Posizione |
| -------------------------------------------- | ------ | ------ | ------------- | -------- | ------------- | ------ | -------- | --------- |
| Francesca Tarantello (Guida: Silvia Visaggi) | PTVI   | 14'19" | 1'            | 31'28"   | 0'39"         | 19'17" | 1h06'43" | Argento   |
| Anna Barbaro (Guida: Charlotte Bonin)        | PTVI   | 12'46" | 1'27"         | 33'44"   | 0'48"         | 23'16" | 1h12'01" | 10ª       |
| Veronica Yoko Plebani                        | PTS2   | 13'12" | 1'43"         | 37'47"   | 0'59"         | 21'56" | 1h15'37" | Argento   |

## Pesistica paralimpica

### Maschile
| Atleta              | Evento | Tentativi           | Tentativi       | Tentativi           | Classifica |
| Atleta              | Evento | Peso Risultato      | Peso Risultato  | Peso Risultato      | Classifica |
| ------------------- | ------ | ------------------- | --------------- | ------------------- | ---------- |
| Donato Telesca      | -80 kg | 209 kg superato     | 213 kg superato | 215 kg non superato | Bronzo     |
| Andrea Maria Quarto | -97 kg | 208 kg non superato | 208 kg superato | 219 kg non superato | 8º         |

### Femminile
| Atleta          | Evento | Tentativi      | Tentativi      | Tentativi          | Classifica |
| Atleta          | Evento | Peso Risultato | Peso Risultato | Peso Risultato     | Classifica |
| --------------- | ------ | -------------- | -------------- | ------------------ | ---------- |
| Emanuela Romano | -55 kg | 92 kg superato | 96 kg superato | 99 kg non superato | 6ª         |

## Scherma in carrozzina

### Maschile
| Atleta                                                             | Evento               | 16-esimi                  | Quarti di finale            | Ripescaggio 1        | Ripescaggio 2               | Ripescaggio 3             | Ripescaggio 4           | Semifinali            | Finale / Finale per il bronzo | Posizione       |
| Atleta                                                             | Evento               | Avversario Risultato      | Avversario Risultato        | Avversario Risultato | Avversario Risultato        | Avversario Risultato      | Avversario Risultato    | Avversario Risultato  | Avversario Risultato          | Posizione       |
| ------------------------------------------------------------------ | -------------------- | ------------------------- | --------------------------- | -------------------- | --------------------------- | ------------------------- | ----------------------- | --------------------- | ----------------------------- | --------------- |
| Matteo Betti                                                       | Fioretto categoria A | Ludovic Lemoine V (15-9)  | Michał Nalewajek V (15-4)   | N.D.                 | N.D.                        | N.D.                      | N.D.                    | Hakan Akkaya V (15-9) | Sun Gang P (3-15)             | Argento         |
| Matteo Dei Rossi                                                   | Sciabola categoria A | Shintaro Kano V (15-14)   | Piers Gilliver P (8-15)     | N.D.                 | Kevin Damasceno V (15-4)    | Andrii Demchuk P (12-15)  | non qualificato         | non qualificato       | non qualificato               | non qualificato |
| Matteo Dei Rossi                                                   | Spada categoria A    | Naoki Yasu V (15-5)       | Hakan Akkaya P (10-15)      | N.D.                 | Maurice Schmidt V (15-11)   | Tian Jianquan P (13-15)   | non qualificato         | non qualificato       | non qualificato               | non qualificato |
| Edoardo Giordan                                                    | Sciabola categoria A | Zhong Saichun V (15-6)    | Tian Jianquan P (6-15)      | N.D.                 | Ryan Rousell V (15-5)       | Shintaro Kano V (15-4)    | Artem Manko V (15-8)    | N.D.                  | Andrii Demchuk V (15-7)       | Bronzo          |
| Emanuele Lambertini                                                | Fioretto categoria A | Byron Branch V (15-5)     | Sun Gang P (8-15)           | N.D.                 | Andrii Demchuk V (15-10)    | Damien Tokatlian V (15-4) | Hakan Akkaya V (15-11)  | N.D.                  | Zhong Saichun P (6-15)        | 4º              |
| Emanuele Lambertini                                                | Spada categoria A    | Andrii Demchuk V (15-10)  | Oliver Lam-Watson V (15-9)  | N.D.                 | N.D.                        | N.D.                      | Tian Jianquan V (15-13) | Sun Gang P (4-15)     | Hakan Akkaya P (13-15)        | 4º              |
| Michele Massa                                                      | Fioretto categoria B | Hugo Alderete V (15-2)    | Dmytro Serozhenko P (13-15) | N.D.                 | Ammar Ali V (15-3)          | Visit Kingmanaw V (15-11) | Hu Daoliang P (4-15)    | non qualificato       | non qualificato               | non qualificato |
| Michele Massa                                                      | Spada categoria B    | Anton Datsko V (15-11)    | Dimitri Coutya P (10-15)    | N.D.                 | Oleg Naumenko P (13-15)     | non qualificato           | non qualificato         | non qualificato       | non qualificato               | non qualificato |
| Gianmarco Paolucci                                                 | Sciabola categoria B | Jovane Guissone V (15-11) | Michał Dąbrowski P (4-15)   | N.D.                 | Dmytro Serozhenko P (11-15) | non qualificato           | non qualificato         | non qualificato       | non qualificato               | non qualificato |
| Gianmarco Paolucci                                                 | Spada categoria B    | Michał Dąbrowski P (5-15) | N.D.                        | Yohan Peter P (3-15) | non qualificato             | non qualificato           | non qualificato         | non qualificato       | non qualificato               | non qualificato |
| Matteo Betti Emanuele Lambertini Michele Massa Gianmarco Paolucci  | Fioretto a squadre   | Bye                       | Ucraina V (45-39)           | N.D.                 | N.D.                        | N.D.                      | N.D.                    | Cina P (36-45)        | Francia P (36-45)             | 4º              |
| Matteo Dei Rossi Edoardo Giordan Emanuele Lambertini Michele Massa | Spada a squadre      | Giappone V (45-34)        | Cina P (33-45)              | non qualificati      | non qualificati             | non qualificati           | non qualificati         | non qualificati       | non qualificati               | non qualificati |

### Femminile
| Atleta                                                        | Evento               | 32-esimi                        | 16-esimi                      | Quarti di finale                    | Ripescaggio 1               | Ripescaggio 2                | Ripescaggio 3              | Ripescaggio 4        | Semifinali           | Finale / Finale per il bronzo | Posizione       |
| Atleta                                                        | Evento               | Avversari Risultati             | Avversario Risultato          | Avversario Risultato                | Avversario Risultato        | Avversario Risultato         | Avversario Risultato       | Avversario Risultato | Avversario Risultato | Avversario Risultato          | Posizione       |
| ------------------------------------------------------------- | -------------------- | ------------------------------- | ----------------------------- | ----------------------------------- | --------------------------- | ---------------------------- | -------------------------- | -------------------- | -------------------- | ----------------------------- | --------------- |
| Andreea Mogoș                                                 | Fioretto categoria A | Bye                             | Victoria Isaacson V (15-0)    | Judith Rodríguez Menéndez P (12-15) | N.D.                        | Brianna Vide P (8-15)        | non qualificata            | non qualificata      | non qualificata      | non qualificata               | non qualificata |
| Andreea Mogoș                                                 | Sciabola categoria A | Clemence Delavoipière V (15-11) | Gu Haiyan P (2-15)            | N.D.                                | Loredana Trigilia V (15-10) | Amarilla Veres P (9-15)      | non qualificata            | non qualificata      | non qualificata      | non qualificata               | non qualificata |
| Rossana Pasquino                                              | Sciabola categoria B | N.D.                            | Bye                           | Olena Fedota P (8-15)               | Ao Lanzhu P (14-15)         | non qualificata              | non qualificata            | non qualificata      | non qualificata      | non qualificata               | non qualificata |
| Rossana Pasquino                                              | Spada categoria B    | N.D.                            | Francia Jaimez Rojas V (15-2) | Kang Su P (13-15)                   | N.D.                        | Jadwiga Pacek V (15-9)       | Trinity Lowthian P (13-15) | non qualificata      | non qualificata      | non qualificata               | non qualificata |
| Loredana Trigilia                                             | Sciabola categoria A | Bye                             | Brianna Vide P (3-15)         | N.D.                                | Andreea Mogoș P (10-15)     | non qualificata              | non qualificata            | non qualificata      | non qualificata      | non qualificata               | non qualificata |
| Loredana Trigilia                                             | Fioretto categoria A | Bye                             | Nataliia Morkvych V (15-14)   | Yu Chui Yee P (8-15)                | N.D.                        | Zsuzsanna Krajnyák P (13-15) | non qualificata            | non qualificata      | non qualificata      | non qualificata               | non qualificata |
| Bebe Vio                                                      | Fioretto categoria B | N.D.                            | Bye                           | Nadiia Doloh V (15-2)               | N.D.                        | N.D.                         | N.D.                       | Su Kang V (15-7)     | Xiao Rong P (9-15)   | Cho Eun Hye V (15-2)          | Bronzo          |
| Andreea Mogoș Rossana Pasquino Loredana Trigilia Beatrice Vio | Fioretto a squadre   | N.D.                            | Bye                           | Stati Uniti V (45-16)               | N.D.                        | N.D.                         | N.D.                       | N.D.                 | Cina P (41-45)       | Hong Kong V (45-33)           | Bronzo          |
| Andreea Mogoș Rossana Pasquino Loredana Trigilia              | Spada a squadre      | N.D.                            | Ucraina P (38-45)             | non qualificate                     | non qualificate             | non qualificate              | non qualificate            | non qualificate      | non qualificate      | non qualificate               | non qualificate |

## Taekwondo
| Atleta           | Evento          | 16-esimi             | Quarti di finale       | Semifinale                    | Finale / Finale per il bronzo | Posizione |
| Atleta           | Evento          | Avversario Risultato | Avversario Risultato   | Avversario Risultato          | Avversario Risultato          | Posizione |
| ---------------- | --------------- | -------------------- | ---------------------- | ----------------------------- | ----------------------------- | --------- |
| Antonino Bossolo | Maschile –63 kg | Bye                  | Ayoub Adouich V (4-17) | Ganbatyn Bolor-Erdene P (4-6) | Adnan Milad V (13-18)         | Bronzo    |

## Tennis in carrozzina
| Atleta    | Evento           | 64-esimi                    | 32-esimi             | Quarti di finale     | Semifinali           | Finale               | Posizione       |
| Atleta    | Evento           | Avversari Risultati         | Avversario Risultato | Avversario Risultato | Avversario Risultato | Avversario Risultato | Posizione       |
| --------- | ---------------- | --------------------------- | -------------------- | -------------------- | -------------------- | -------------------- | --------------- |
| Luca Arca | Singolo maschile | A. Berdichevsky P (2-6,5-7) | Non qualificato      | Non qualificato      | Non qualificato      | Non qualificato      | Non qualificato |

## Tennistavolo

### Maschile
| Atleta                          | Evento                          | 16-esimi                 | Quarti di finale                            | Semifinali               | Finale                    | Posizione |
| Atleta                          | Evento                          | Avversario Risultato     | Avversario Risultato                        | Avversario Risultato     | Avversario Risultato      | Posizione |
| ------------------------------- | ------------------------------- | ------------------------ | ------------------------------------------- | ------------------------ | ------------------------- | --------- |
| Andrea Borgato                  | Individuale classe 1 - Gruppo C | N.D.                     | Endre Major P (1-3)                         | non qualificato          | non qualificato           | N.D.      |
| Federico Crosara                | Individuale classe 2 - Gruppo C | Martin Ludrovský V (3-1) | Rafał Czuper P (1-3)                        | non qualificato          | non qualificato           | N.D.      |
| Federico Falco                  | Individuale classe 1 - Gruppo C | N.D.                     | Joo Yung Dae V (3-2)                        | Yunier Fernandez P (2-3) | N.D.                      | Bronzo    |
| Matteo Parenzan                 | Individuale classe 6 - Gruppo C | Trevor Hirth V (3-1)     | Ignacio Torres V (3-0)                      | Ian Seidenfeld V (3-0)   | Rungroj Thainiyom V (3-0) | Oro       |
| Federico Falco Federico Crosara | A squadre TT4                   | N.D.                     | Cha Soo-yong - Park Jin-cheol (KOR) P (0-3) | non qualificati          | non qualificati           | 5º        |

### Femminile
| Atleta                       | Evento                 | 16-esimi             | Quarti di finale                                            | Semifinali            | Finale               | Posizione |
| Atleta                       | Evento                 | Avversario Risultato | Avversario Risultato                                        | Avversario Risultato  | Avversario Risultato | Posizione |
| ---------------------------- | ---------------------- | -------------------- | ----------------------------------------------------------- | --------------------- | -------------------- | --------- |
| Michela Brunelli             | Individuale classe 3   | Xue Juan P (0-3)     | non qualificata                                             | non qualificata       | non qualificata      | N.D.      |
| Carlotta Ragazzini           | Individuale classe 3   | Hatice Duman V (3-2) | Helena Dretar Karić V (3-0)                                 | Yoon Ji-yu P (1-3)    | N.D.                 | Bronzo    |
| Giada Rossi                  | Individuale classi 1-2 | Bye                  | Coty Garrone V (3-0)                                        | Dorota Bucław V (3-2) | Liu Jing V (3-0)     | Oro       |
| Michela Brunelli Giada Rossi | A squadre TT5          | N.D.                 | Dararat Asayut - Chilchitparyak Bootwansirina (THA) P (1-3) | non qualificate       | non qualificate      | 5º        |

### Misto
| Atleta                              | Evento               | Girone                                     | 16-esimi             | Quarti di finale     | Semifinali           | Finale               | Posizione        |
| Atleta                              | Evento               | Avversari Risultati                        | Avversario Risultato | Avversario Risultato | Avversario Risultato | Avversario Risultato | Posizione        |
| ----------------------------------- | -------------------- | ------------------------------------------ | -------------------- | -------------------- | -------------------- | -------------------- | ---------------- |
| Federico Crosara Carlotta Ragazzini | A squadre classe TT7 | Rafał Czuper - Dorota Bucław (POL) P (2-3) | non qualificati      | non qualificati      | non qualificati      | non qualificati      | non classificati |

## Tiro
| Atleta               | Evento                                             | Qualificazione | Qualificazione | Finale          | Finale          |
| Atleta               | Evento                                             | Risultato      | Posizione      | Risultato       | Posizione       |
| -------------------- | -------------------------------------------------- | -------------- | -------------- | --------------- | --------------- |
| Livia Cecagallina    | Misto R4 – Fucile aria compressa in piedi 10 m SH2 | 630,4          | 13ª            | Non qualificata | Non qualificata |
| Davide Franceschetti | Maschile P1 – Pistola aria compressa 10 m SH1      | 553-7x         | 20º            | Non qualificato | Non qualificato |
| Davide Franceschetti | Misto P4 – Pistola 50 m SH1                        | 534-5x         | 6º Q           | 199,7           | Bronzo          |
| Gianluca Iacus       | Misto R5 – Fucile aria compressa prono 10 m SH2    | 634,8          | 14º            | Non qualificato | Non qualificato |
| Roberto Lazzaro      | Misto R4 – Fucile aria compressa in piedi 10 m SH2 | 632,1          | 4º Q           | 166,3           | 7º              |
| Roberto Lazzaro      | Misto R5 – Fucile aria compressa prono 10 m SH2    | 636,9          | 5º Q           | 124,7           | 8º              |
| Andrea Liverani      | Misto R9 – Fucile prono 50 m SH2                   | 620,0          | 12º            | Non qualificato | Non qualificato |
| Pamela Novaglio      | Misto R9 – Fucile prono 50 m SH2                   | 610,5          | 24ª            | Non qualificata | Non qualificata |

## Tiro con l'arco

### Maschile individuale
| Atleta            | Evento             | Qualificazione | Qualificazione | 16-esimi             | Ottavi di finale         | Quarti di finale         | Semifinale              | Finale / Finale per il bronzo | Posizione |
| Atleta            | Evento             | Risultato      | Posizione      | Avversario Risultato | Avversario Risultato     | Avversario Risultato     | Avversario Risultato    | Avversario Risultato          | Posizione |
| ----------------- | ------------------ | -------------- | -------------- | -------------------- | ------------------------ | ------------------------ | ----------------------- | ----------------------------- | --------- |
| Paolo Tonon       | Arco composto W1   | 652            | 7º             | N.D.                 | J-P Antonios V (132-130) | B. Hekimoğlu V (138-134) | J. Tabansky P (115-136) | Zhang T. P (126-138)          | 4º        |
| Matteo Bonacina   | Arco composto Open | 691            | 11º            | H. Nori P (139-141)  | Non qualificato          | Non qualificato          | Non qualificato         | Non qualificato               | 17º       |
| Stefano Travisani | Arco ricurvo Open  | 627            | 11º            | T. Ueyama P (2-6)    | Non qualificato          | Non qualificato          | Non qualificato         | Non qualificato               | 9º        |

### Femminile individuale
| Atleta           | Evento             | Qualificazione | Qualificazione | 16-esimi                | Ottavi di finale      | Quarti di finale          | Semifinale           | Finale / Finale per il bronzo | Posizione |
| Atleta           | Evento             | Risultato      | Posizione      | Avversario Risultato    | Avversario Risultato  | Avversario Risultato      | Avversario Risultato | Avversario Risultato          | Posizione |
| ---------------- | ------------------ | -------------- | -------------- | ----------------------- | --------------------- | ------------------------- | -------------------- | ----------------------------- | --------- |
| Daila Dameno     | Arco composto W1   | 609            | 5ª             | N.D.                    | N.D.                  | T. Brandtlová P (117-127) | Non qualificata      | Non qualificata               | 7ª        |
| Asia Pellizzari  | Arco composto W1   | 607            | 8ª             | N.D.                    | N. Mısır P (112-118)  | Non qualificata           | Non qualificata      | Non qualificata               | 9ª        |
| Giulia Pesci     | Arco composto Open | 644            | 25ª            | E. Sarti P (126-136)    | Non qualificata       | Non qualificata           | Non qualificata      | Non qualificata               | 17ª       |
| Eleonora Sarti   | Arco composto Open | 684            | 8ª             | G. Pesci V (136-126)    | S. Adhana P (135-141) | Non qualificata           | Non qualificata      | Non qualificata               | 9ª        |
| Veronica Floreno | Arco ricurvo Open  | 552            | 15ª            | O-E Buyanjargal P (0-6) | Non qualificata       | Non qualificata           | Non qualificata      | Non qualificata               | 17ª       |
| Elisabetta Mijno | Arco ricurvo Open  | 641            | 1ª             | N.D.                    | AJ Jennings V (6-0)   | M. Olszewska V (6-0)      | Wu Y. P (4-6)        | S. Demberel V (6-2)           | Bronzo    |

### A squadre miste
| Atleta                             | Evento             | Qualificazione | Qualificazione | Ottavi di finale     | Quarti di finale        | Semifinale              | Finale / Finale per il bronzo | Posizione |
| Atleta                             | Evento             | Risultato      | Posizione      | Avversario Risultato | Avversario Risultato    | Avversario Risultato    | Avversario Risultato          | Posizione |
| ---------------------------------- | ------------------ | -------------- | -------------- | -------------------- | ----------------------- | ----------------------- | ----------------------------- | --------- |
| Paolo Tonon Daila Dameno           | Arco composto W1   | 1261           | 3ª             | N.D.                 | Stati Uniti V (139-126) | Rep. Ceca P (138-146)   | Corea del Sud V (134-132)     | Bronzo    |
| Matteo Bonacina Eleonora Sarti     | Arco composto Open | 1375           | 6ª             | Malaysia V (147-140) | Cina V (151*-151)       | Regno Unito P (156-149) | India P (156-155)             | 4º        |
| Elisabetta Mijno Stefano Travisani | Arco ricurvo Open  | 1268           | 1ª             | Bye                  | Indonesia V (5-3)       | India V (6-2)           | Turchia V (6-2)               | Oro       |